# Dominicans Don't Play
Dominicans Don't Play (DDP) és una tribu urbana, una banda de carrer, i una banda criminal formada principalment per persones d'origen dominicà que van armats amb pistoles i ganivets.
L'estructura jeràrquica de la banda està encapçalada per un «suprem», de qui depèn el «sobirà», que compta amb l'ajuda del «perxa». Per sota seu hi ha cinc persones amb el mateix estatus: inca, cacic, cap de guerra, tresorer i secretari. Finalment, per sota del cap de guerra hi ha els soldats. Es castiga durament als infractors d'alguna de les 27 normes. Els integrants tenen característiques comunes que els fan fàcils d'identificar. Porten gorres o mocadors, cadenes i crucifixes, pantalons amples, i no solen portar tatuatges. Tenen entre 13 i 30 anys i són majoritàriament homes. Porten un collar amb els colors de la bandera dominicana: blanc, blau i blau.
El 2008 va ser la banda més activa de Madrid, dels 114 detinguts de bandes, 58 eren de DDP. El 2012 a Madrid la banda tenia uns 200 integrants, una xifra que situava aquesta tribu urbana en expansió, mentre en canvi la xifra de Latin Kings o de Ñetas disminuïa per problemes econòmics. També van perdre membres que afiliar-se a la banca rival dels Trinitarios. Organitzats jeràrquicament, els responsables o «perlas», capten als joves i els formen per cometre delictes com agressions i robatoris. Només quan comencen a cometre delictes poden entrar a formar part de la banda. Els «coros» se centren en barris on estan assentats, mentre que els «cavallers negres» actuen en altres indrets on no puguin ser reconeguts. El 2014 quan hi havia sis grups actius a Madrid situats a Villaverde, Aluche, Lavapiés, Alcobendas i la Presó d'Alcalá Meco van ser il·legalitzats pel Tribunal Suprem d'Espanya. Segons la policia uns dels factors de l'èxit de la banda rau en el «sentit de pertinença» que dona als immigrants en una societat que no integra els nouvinguts.
El seu origen se situa a Manhattan, Nova York a la dècada de 1990. A la ciutat de Nova York es troben especialment en Brooklyn i el Bronx. Els esforços de reclutament s'han perseguit a través de llocs web com YouTube i MySpace. Els membres han de començar en els seus anys d'adolescència per esdevenir membres actius de la banda. La banda té una gran participació en el mercat de la cocaïna, ja que esta associada amb la delinqüència colombiana. Molts dels membres del grup han estat arrestats per delictes relacionats amb drogues. Els membres han atret l'interès del Servei d'Immigració i Duanes dels EUA, i alguns s'han enfrontat a audiències per a la seva deportació. Els DDP també ha atret l'interès dels United States Marshals Service. Han estat implicats en nombrosos altercats violents a Nova York, Florida, Nova Jersey i Pennsilvània.